# Rhynchopaschia
Rhynchopaschia is een geslacht van vlinders van de familie snuitmotten (Pyralidae).

## Soorten
- R. chalcosphaera Meyrick, 1934
- R. hemichlora Meyrick, 1934
- R. melanolopha Hampson, 1906
- R. reducta Janse, 1931
- R. virescens Hampson, 1916